# Cerro El Cedro (Táchira)
El cerro El Cedro es el nombre que recibe una montaña en el estado Táchira, al occidente de Venezuela. Constituye uno de los puntos más altos del Estado con sus 3479 metros sobre el nivel del mar, ubicado en el 
Páramo del Batallón, en el municipio Francisco de Miranda (Táchira). En sus alrededores hay numerosas lagunas de origen periglaciar, entre ellas Laguna Grande. Hay vestigios de la época precolombina, como petroglifos en cuevas cercanas a Las Lagunas Verdes, por lo que posiblemente haya sido ascendido desde entonces. Es una montaña de difícil ascenso por lo poco accesible e intrincado del lugar, con muy fuertes pendientes y desfiladeros, sumando a esto las condiciones climáticas del páramo andino, que por lo general se mantiene cubierto de una densa niebla.